# Kaleköy, Kaş

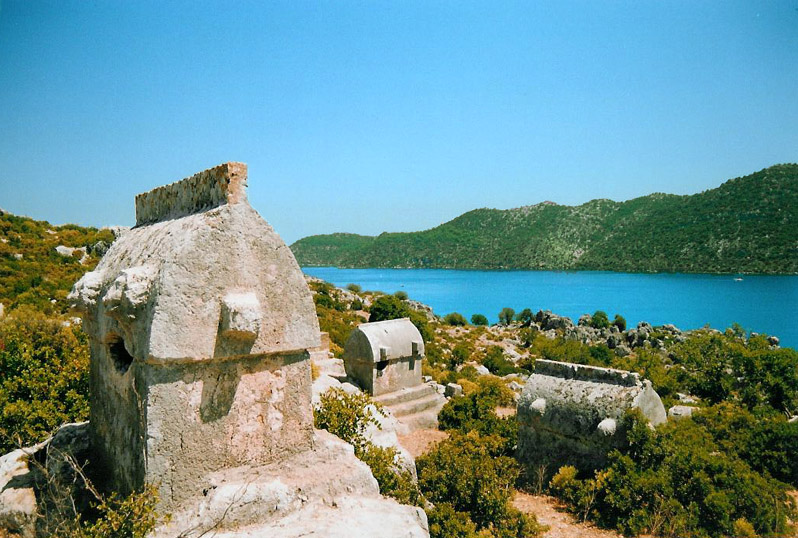
Necropola liciană din Kaleköy

Kaleköy (în limba greacă Simena) este o stațiune turistică în districtul Kaş, provincia Antalya (Turcia). Localitatea e situată pe țărmul Mediteranei, vizavi de insula Kekova, într-un loc greu accesibil din cauza munților ce barează accesul dinspre continent. Din cauza așezării sale specifice localitatea e accesibilă doar pe cale maritimă. Kaleköyul e o destinație turistică populară, majoritatea turiștilor fiind atrași de vechea cetate bizantină ce domină localitatea, dar mai ales de ruinele orașului antic Simena, parțial scufundat în urma unui cutremur ce s-a produs acum 1 800 de ani. 